# 귀속
귀속은 오스트리아계 미국인 법학자 한스 켈젠(Hans Kelsen)이 규정한 법용어이다. 현실의 사태를 실체는 아니지만 관념적으로 가정된 인격체로 환원하는 일을 뜻한다.
이 행위의 인격적 주체는 '귀속점'이라 한다.